# Super League 2018/19 (Schweiz)
Die Super League 2018/19 war die 122. Spielzeit der höchsten Schweizer Spielklasse im Fussball der Männer. Es nahmen zehn Mannschaften teil. Sie begann am 21. Juli 2018 mit den Spielen FC Basel – FC St. Gallen (1:2) und FC Luzern – Neuchâtel Xamax (0:2), wurde vom 17. Dezember 2018 bis zum 1. Februar 2019 durch die Winterpause unterbrochen und am 25. Mai 2019 mit der 36. Runde beendet.
Titelverteidiger BSC Young Boys wurde wieder, zum 13. Mal und zum zweiten Mal in Folge, Schweizer Meister, wobei der Titel schon nach der 28. Runde, acht Runden vor Meisterschaftsende, nach dem 3:1-Auswärtssieg gegen den FC Luzern am 10. Juli 2019 feststand. Dies stellte den bisher am frühesten feststehenden Titel in der Super League dar. Erstmals seit 70 Jahren musste der Rekordmeister Grasshopper Club Zürich am Saisonende den Gang in die zweithöchste Spielklasse antreten, während sich Neuchâtel Xamax dank einem 4:4-Gesamtunentschieden und einem 5:4-Sieg im Penaltyschiessen gegen den FC Aarau in der Super League halten konnte.

## Modus
In der Super League traten die zehn Vereine gegen jeden Gegner je zweimal im heimischen Stadion und zweimal auswärts an. Insgesamt absolvierte so jedes Team 36 Spiele. Der Erstplatzierte trug den Titel Schweizer Meister 2019 und erhielt die Chance, sich über die Play-off-Runde (Hin- und Rückspiel) für die Gruppenphase der UEFA Champions League 2019/20 zu qualifizieren. Der Letztplatzierte stieg in die Challenge League ab.
Die zweitplatzierte Mannschaft erhielt die Chance, über zwei Qualifikationsrunden die Gruppenphase der UEFA Champions League 2019/20 zu erreichen. Die Mannschaften auf den Rängen drei und vier der Meisterschaft durften an der Qualifikation für die Gruppenphase der UEFA Europa League 2019/20 teilnehmen. Auch die fünftplatzierte Mannschaft erhielt einen Startplatz, da der Cupsieger FC Basel sich unter den bereits qualifizierten Mannschaften befand.
Erstmals seit der Saison 2011/12 wurde im Rahmen einer ausserordentlichen Generalversammlung die Wiedereinführung der Barrage für die beiden höchsten Ligen beschlossen. Somit spielte die Mannschaft auf Rang 9 gegen den Zweitplatzierten der Challenge League um den Verbleib in der Super League.

## Statistiken

### Abschlusstabelle
| Pl.             | Verein                  | Sp. | S  | U  | N  | Tore    | Diff. | Punkte |
| --------------- | ----------------------- | --- | -- | -- | -- | ------- | ----- | ------ |
| 1.              | BSC Young Boys (M)      | 36  | 29 | 4  | 3  | 099:360 | +63   | 91     |
| 2.              | FC Basel                | 36  | 20 | 11 | 5  | 071:460 | +25   | 71     |
| 3.              | FC Lugano               | 36  | 10 | 16 | 10 | 050:490 | +1    | 46     |
| 4.              | FC Thun                 | 36  | 12 | 10 | 14 | 057:580 | −1    | 46     |
| 5.              | FC Luzern               | 36  | 14 | 4  | 18 | 056:610 | −5    | 46     |
| 6.              | FC St. Gallen           | 36  | 13 | 7  | 16 | 049:580 | −9    | 46     |
| 7.              | FC Zürich (C)           | 36  | 11 | 11 | 14 | 043:520 | −9    | 44     |
| 8.              | FC Sion                 | 36  | 12 | 7  | 17 | 050:550 | −5    | 43     |
| 9.              | Neuchâtel Xamax (N)     | 36  | 9  | 10 | 17 | 044:650 | −21   | 37     |
| 10.             | Grasshopper Club Zürich | 36  | 5  | 10 | 21 | 032:710 | −39   | 25     |
| Stand: Endstand |                         |     |    |    |    |         |       |        |

|                         |                                     |
| Zum Saisonende 2017/18: |                                     |
| (M)                     | Schweizer Meister                   |
| (N)                     | Aufsteiger aus der Challenge League |
| (C)                     | Schweizer Cupsieger                 |

### Tabellenverlauf
Verlegte Partien werden entsprechend der ursprünglichen Terminierung dargestellt, damit an allen Spieltagen für jede Mannschaft die gleiche Anzahl an Spielen berücksichtigt wird. Die Vergabe des letzten Europapokal-Starterplatzes an den FC Luzern ist ab dem letzten Spieltag berücksichtigt.
|                         | 1 | 2  | 3  | 4  | 5  | 6  | 7  | 8  | 9  | 10 | 11 | 12 | 13 | 14 | 15 | 16 | 17 | 18 | 19 | 20 | 21 | 22 | 23 | 24 | 25 | 26 | 27 | 28 | 29 | 30 | 31 | 32 | 33 | 34 | 35 | 36 |
| ----------------------- | - | -- | -- | -- | -- | -- | -- | -- | -- | -- | -- | -- | -- | -- | -- | -- | -- | -- | -- | -- | -- | -- | -- | -- | -- | -- | -- | -- | -- | -- | -- | -- | -- | -- | -- | -- |
| BSC Young Boys          | 1 | 1  | 1  | 1  | 1  | 1  | 1  | 1  | 1  | 1  | 1  | 1  | 1  | 1  | 1  | 1  | 1  | 1  | 1  | 1  | 1  | 1  | 1  | 1  | 1  | 1  | 1  | 1  | 1  | 1  | 1  | 1  | 1  | 1  | 1  | 1  |
| FC Basel                | 6 | 8  | 5  | 2  | 2  | 3  | 7  | 4  | 5  | 3  | 4  | 2  | 2  | 2  | 2  | 4  | 2  | 2  | 2  | 2  | 2  | 2  | 2  | 2  | 2  | 2  | 2  | 2  | 2  | 2  | 2  | 2  | 2  | 2  | 2  | 2  |
| FC Luzern               | 9 | 9  | 7  | 9  | 7  | 4  | 5  | 6  | 8  | 6  | 7  | 7  | 7  | 6  | 6  | 7  | 6  | 5  | 6  | 7  | 7  | 7  | 6  | 4  | 5  | 5  | 6  | 7  | 8  | 6  | 4  | 5  | 4  | 8  | 3  | 5  |
| FC Zürich               | 3 | 2  | 4  | 4  | 3  | 7  | 4  | 3  | 2  | 2  | 3  | 4  | 3  | 4  | 4  | 3  | 4  | 4  | 5  | 4  | 4  | 4  | 5  | 6  | 4  | 4  | 5  | 6  | 7  | 8  | 7  | 8  | 7  | 5  | 8  | 7  |
| FC St. Gallen           | 3 | 6  | 3  | 3  | 5  | 2  | 3  | 5  | 4  | 5  | 5  | 5  | 4  | 5  | 5  | 6  | 5  | 6  | 4  | 5  | 5  | 5  | 4  | 5  | 6  | 8  | 8  | 5  | 5  | 7  | 8  | 6  | 5  | 6  | 5  | 6  |
| FC Sion                 | 6 | 4  | 2  | 5  | 6  | 8  | 9  | 10 | 7  | 7  | 8  | 8  | 8  | 8  | 7  | 5  | 7  | 7  | 7  | 6  | 6  | 6  | 7  | 8  | 8  | 6  | 4  | 4  | 4  | 5  | 6  | 7  | 8  | 7  | 7  | 8  |
| FC Thun                 | 6 | 5  | 7  | 5  | 4  | 5  | 2  | 2  | 3  | 4  | 2  | 3  | 5  | 3  | 3  | 2  | 3  | 3  | 3  | 3  | 3  | 3  | 3  | 3  | 3  | 3  | 3  | 3  | 3  | 3  | 3  | 4  | 3  | 4  | 6  | 4  |
| FC Lugano               | 3 | 7  | 9  | 7  | 8  | 6  | 6  | 7  | 6  | 8  | 6  | 6  | 6  | 7  | 9  | 8  | 8  | 8  | 8  | 8  | 8  | 8  | 8  | 7  | 7  | 7  | 7  | 8  | 6  | 4  | 5  | 3  | 6  | 3  | 4  | 3  |
| Grasshopper Club Zürich | 9 | 10 | 10 | 10 | 9  | 9  | 8  | 8  | 10 | 9  | 9  | 9  | 10 | 9  | 8  | 9  | 9  | 9  | 9  | 9  | 10 | 10 | 10 | 10 | 10 | 10 | 10 | 10 | 10 | 10 | 10 | 10 | 10 | 10 | 10 | 10 |
| Neuchâtel Xamax         | 1 | 3  | 6  | 8  | 10 | 10 | 10 | 9  | 9  | 10 | 10 | 10 | 9  | 10 | 10 | 10 | 10 | 10 | 10 | 10 | 9  | 9  | 9  | 9  | 9  | 9  | 9  | 9  | 9  | 9  | 9  | 9  | 9  | 9  | 9  | 9  |

#### Tabellenletzter
| Farblegende                                                              |
| BSC Young Boys Neuchâtel Xamax Grasshopper Club Zürich FC Luzern FC Sion |

### Kreuztabelle
Die Kreuztabelle stellt die Ergebnisse aller Spiele dieser Saison dar. Die Heimmannschaft ist in der linken Spalte aufgelistet und die Gastmannschaft mit dem Vereinswappen in der obersten Reihe.
| Hinrunde (Runden 1–18)  | Hinrunde (Runden 1–18) | Hinrunde (Runden 1–18)  | Hinrunde (Runden 1–18) | Hinrunde (Runden 1–18) | Hinrunde (Runden 1–18) | Hinrunde (Runden 1–18) | Hinrunde (Runden 1–18) | Hinrunde (Runden 1–18) | Hinrunde (Runden 1–18) | Hinrunde (Runden 1–18) |
| ----------------------- | ---------------------- | ----------------------- | ---------------------- | ---------------------- | ---------------------- | ---------------------- | ---------------------- | ---------------------- | ---------------------- | ---------------------- |
| 2018                    | FC Basel               | Grasshopper Club Zürich | FC Lugano              | FC Luzern              | Neuchâtel Xamax        | FC Sion                | FC St. Gallen          | FC Thun                | BSC Young Boys         | FC Zürich              |
| FC Basel                |                        | 4:2                     | 3:2                    | 2:1                    | 1:1                    | 3:2                    | 1:2                    | 1:1                    | 1:3                    | 2:0                    |
| Grasshopper Club Zürich | 1:3                    |                         | 2:1                    | 2:3                    | 3:1                    | 2:1                    | 2:1                    | 0:2                    | 0:3                    | 0:2                    |
| FC Lugano               | 2:2                    | 2:2                     |                        | 1:4                    | 2:2                    | 2:2                    | 3:1                    | 2:1                    | 0:2                    | 1:0                    |
| FC Luzern               | 1:1                    | 2:1                     | 4:2                    |                        | 0:2                    | 1:3                    | 2:1                    | 0:2                    | 2:3                    | 2:5                    |
| Neuchâtel Xamax         | 1:1                    | 2:3                     | 2:1                    | 1:2                    |                        | 1:1                    | 2:3                    | 1:5                    | 1:4                    | 3:3                    |
| FC Sion                 | 1:2                    | 0:0                     | 1:2                    | 2:0                    | 3:0                    |                        | 0:1                    | 2:1                    | 0:3                    | 1:2                    |
| FC St. Gallen           | 1:3                    | 2:1                     | 2:2                    | 0:1                    | 3:2                    | 2:4                    |                        | 3:2                    | 2:3                    | 3:2                    |
| FC Thun                 | 4:2                    | 1:0                     | 1:1                    | 2:1                    | 2:2                    | 4:1                    | 2:0                    |                        | 1:4                    | 2:2                    |
| BSC Young Boys          | 7:1                    | 2:0                     | 1:0                    | 2:3                    | 5:2                    | 3:2                    | 2:0                    | 3:2                    |                        | 4:0                    |
| FC Zürich               | 1:1                    | 2:0                     | 0:0                    | 1:0                    | 0:0                    | 1:2                    | 0:0                    | 2:1                    | 3:3                    |                        |

| Rückrunde (Runden 19–36) | Rückrunde (Runden 19–36) | Rückrunde (Runden 19–36) | Rückrunde (Runden 19–36) | Rückrunde (Runden 19–36) | Rückrunde (Runden 19–36) | Rückrunde (Runden 19–36) | Rückrunde (Runden 19–36) | Rückrunde (Runden 19–36) | Rückrunde (Runden 19–36) | Rückrunde (Runden 19–36) |
| ------------------------ | ------------------------ | ------------------------ | ------------------------ | ------------------------ | ------------------------ | ------------------------ | ------------------------ | ------------------------ | ------------------------ | ------------------------ |
| 2019                     | FC Basel                 | Grasshopper Club Zürich  | FC Lugano                | FC Luzern                | Neuchâtel Xamax          | FC Sion                  | FC St. Gallen            | FC Thun                  | BSC Young Boys           | FC Zürich                |
| FC Basel                 |                          | 0:0                      | 1:1                      | 3:2                      | 4:1                      | 1:0                      | 1:1                      | 3:1                      | 2:2                      | 3:0                      |
| Grasshopper Club Zürich  | 0:4                      |                          | 1:1                      | 1:3                      | 0:1                      | 0:3                      | 0:1                      | 1:1                      | 0:1                      | 1:1                      |
| FC Lugano                | 1:1                      | 3:3                      |                          | 1:0                      | 0:0                      | 1:1                      | 1:0                      | 1:3                      | 0:1                      | 3:0                      |
| FC Luzern                | 0:1                      | 4:0 2                    | 0:3                      |                          | 0:1                      | 1:3                      | 3:0                      | 3:1                      | 1:3                      | 3:0                      |
| Neuchâtel Xamax          | 0:2                      | 1:1                      | 1:1                      | 2:1                      |                          | 3:1                      | 0:1                      | 3:2                      | 1:0                      | 1:2                      |
| FC Sion                  | 0:3                      | 3:0 1                    | 2:2                      | 2:2                      | 1:0                      |                          | 2:2                      | 0:1                      | 0:4                      | 1:0                      |
| FC St. Gallen            | 0:3                      | 0:0                      | 0:2                      | 1:2                      | 3:0                      | 2:1                      |                          | 1:3                      | 4:1                      | 3:1                      |
| FC Thun                  | 1:2                      | 1:1                      | 1:0                      | 1:1                      | 0:2                      | 1:2                      | 0:0                      |                          | 1:1                      | 2:2                      |
| BSC Young Boys           | 3:1                      | 6:1                      | 2:2                      | 4:0                      | 2:0                      | 1:0                      | 3:2                      | 5:1                      |                          | 2:0                      |
| FC Zürich                | 0:2                      | 3:1                      | 0:1                      | 1:1                      | 2:1                      | 1:0                      | 1:1                      | 3:0                      | 0:1                      |                          |

### Barrage
Die beiden Relegationsspiele zwischen dem Neuntplatzierten der Super League und dem Zweitplatzierten der Challenge League wurden am 30. Mai und 2. Juni 2019 ausgetragen.
| Datum        |                 | Ergebnis        |                 | Tore                                                                    |
| ------------ | --------------- | --------------- | --------------- | ----------------------------------------------------------------------- |
| 30. Mai 2019 | Neuchâtel Xamax | 0:4 (0:3)       | FC Aarau        | 0:1 Maierhofer (22.), 0:2 Tasar (34.), 0:3 Mišić (45.), 0:4 Tasar (69.) |
| 2. Juni 2019 | FC Aarau        | 0:4 (0:3)       | Neuchâtel Xamax | 0:1 Dié (20.), 0:2 Ošs (29.), 0:3 Ademi (38.), 0:4 Tréand (72.)         |
| Gesamt:      | Neuchâtel Xamax | 4:4 (5:4 i. E.) | FC Aarau        |                                                                         |

### Torschützenliste
Bei gleicher Anzahl von Treffern sind die Spieler alphabetisch geordnet.
| Pl.      | Name                   | Team            | Tore |
| -------- | ---------------------- | --------------- | ---- |
| 01.      | Guillaume Hoarau       | BSC Young Boys  | 24   |
| 02.      | Jean-Pierre Nsame      | BSC Young Boys  | 15   |
| 02.      | Dejan Sorgić           | FC Thun         | 15   |
| 04.      | Albian Ajeti           | FC Basel        | 14   |
| 04.      | Raphaël Nuzzolo        | Neuchâtel Xamax | 14   |
| 06.      | Carlinhos              | FC Lugano       | 13   |
| 06.      | Blessing Eleke         | FC Luzern       | 13   |
| 06.      | Ricky van Wolfswinkel  | FC Basel        | 13   |
| 09.      | Marvin Spielmann       | FC Thun         | 12   |
| 10.      | Nicolas Moumi Ngamaleu | BSC Young Boys  | 11   |
| 10.      | Vincent Sierro         | FC St. Gallen   | 11   |
| Endstand |                        |                 |      |

### Assistliste
Bei gleicher Anzahl Assists sind die Spieler alphabetisch geordnet.
| Pl.      | Name                | Team            | Assists |
| -------- | ------------------- | --------------- | ------- |
| 1.       | Raphaël Nuzzolo     | Neuchâtel Xamax | 14      |
| 2.       | Roger Assalé        | BSC Young Boys  | 11      |
| 2.       | Miralem Sulejmani   | BSC Young Boys  | 11      |
| 4.       | Alexander Gerndt    | FC Lugano       | 10      |
| 5.       | Thorsten Schick     | BSC Young Boys  | 09      |
| 5.       | Pascal Schürpf      | FC Luzern       | 09      |
| 7.       | Albian Ajeti        | FC Basel        | 08      |
| 7.       | Majeed Ashimeru     | FC St. Gallen   | 08      |
| 7.       | Kevin Bua           | FC Basel        | 08      |
| 7.       | Pajtim Kasami       | FC Sion         | 08      |
| 7.       | Christian Schneuwly | FC Luzern       | 08      |
| 7.       | Ruben Vargas        | FC Luzern       | 08      |
| Endstand |                     |                 |         |

## Mannschaften
In der Saison 2018/19 bildeten die zehn folgenden Vereine die Super League:
|                         | Team                    | Trainer                                                                 | Captain                                        | Ausrüster | Hauptsponsor                              | Platzierung Saison 2017/18      |
| ----------------------- | ----------------------- | ----------------------------------------------------------------------- | ---------------------------------------------- | --------- | ----------------------------------------- | ------------------------------- |
| FC Basel                | FC Basel                | Raphael Wicky (1) Alexander Frei (2) Marcel Koller (3–36)               | Marek Suchý                                    | Adidas    | Novartis                                  | 2.                              |
| Grasshopper Club Zürich | Grasshopper Club Zürich | Thorsten Fink (1–23) Tomislav Stipić (24–28) Uli Forte (29–36)          | Rúnar Már Sigurjónsson                         | Puma      | FROMM Holding AG                          | 9.                              |
| FC Lugano               | FC Lugano               | Guillermo Abascal (1–9) Fabio Celestini (10–36)                         | Jonathan Sabbatini                             | Acerbis   | AIL                                       | 8.                              |
| FC Luzern               | FC Luzern               | René Weiler (1–21) Thomas Häberli (22–36)                               | Christian Schneuwly                            | Adidas    | Otto’s                                    | 3.                              |
| Neuchâtel Xamax         | Neuchâtel Xamax         | Michel Decastel (1–19) Stéphane Henchoz (20–36)                         | Laurent Walthert                               | Erima     | Groupe E                                  | 1. Challenge League, Aufsteiger |
| FC Sion                 | FC Sion                 | Maurizio Jacobacci (1–6) Murat Yakin (7–32) Christian Zermatten (33–36) | Kevin Fickentscher (1–6) Xavier Kouassi (7–36) | Erreà     | AFX Group                                 | 6.                              |
| FC St. Gallen           | FC St. Gallen           | Peter Zeidler                                                           | Silvan Hefti                                   | JAKO      | St. Galler Kantonalbank                   | 5.                              |
| FC Thun                 | FC Thun                 | Marc Schneider                                                          | Dennis Hediger                                 | Nike      | OBI, Schneider Software AG                | 7.                              |
| BSC Young Boys          | BSC Young Boys          | Gerardo Seoane                                                          | Steve von Bergen                               | Nike      | OBI                                       | 1., Meister                     |
| FC Zürich               | FC Zürich               | Ludovic Magnin                                                          | Victor Pálsson (1–18) Kevin Rüegg (19–36)      | Nike      | Axpo Holding (nur für UEFA Europa League) | 4.                              |

## Trainerwechsel
| Datum              | Verein                  | Verein                  | Tabellenplatz | Trainer            | Grund                          | Nachfolger                    | Quelle        |
| ------------------ | ----------------------- | ----------------------- | ------------- | ------------------ | ------------------------------ | ----------------------------- | ------------- |
| 30. Juni 2018      | FC St. Gallen           | FC St. Gallen           | Sommerpause   | Boro Kuzmanovic    | Ende der Interimszeit          | Peter Zeidler                 | [ 11 ] [ 12 ] |
| 30. Juni 2018      | BSC Young Boys          | BSC Young Boys          | Sommerpause   | Adi Hütter         | Wechsel zu Eintracht Frankfurt | Gerardo Seoane                | [ 13 ] [ 14 ] |
| 30. Juni 2018      | FC Luzern               | FC Luzern               | Sommerpause   | Gerardo Seoane     | Wechsel zum BSC Young Boys     | René Weiler                   | [ 14 ] [ 15 ] |
| 26. Juli 2018      | FC Basel                | FC Basel                | 6.            | Raphael Wicky      | Entlassung                     | Alexander Frei (interim)      | [ 16 ]        |
| 2. August 2018     | FC Basel                | FC Basel                | 8.            | Alexander Frei     | Ende der Interimszeit          | Marcel Koller                 | [ 17 ]        |
| 17. September 2018 | FC Sion                 | FC Sion                 | 8.            | Maurizio Jacobacci | Entlassung                     | Murat Yakin                   | [ 18 ]        |
| 1. Oktober 2018    | FC Lugano               | FC Lugano               | 6.            | Guillermo Abascal  | Entlassung                     | Fabio Celestini               | [ 19 ] [ 20 ] |
| 5. Februar 2019    | Neuchâtel Xamax         | Neuchâtel Xamax         | 10.           | Michel Decastel    | Entlassung                     | Stéphane Henchoz              | [ 21 ]        |
| 17. Februar 2019   | FC Luzern               | FC Luzern               | 7.            | René Weiler        | Entlassung                     | Thomas Häberli                | [ 22 ]        |
| 4. März 2019       | Grasshopper Club Zürich | Grasshopper Club Zürich | 10.           | Thorsten Fink      | Entlassung                     | Tomislav Stipić               | [ 23 ]        |
| 9. April 2019      | Grasshopper Club Zürich | Grasshopper Club Zürich | 10.           | Tomislav Stipić    | Entlassung                     | Uli Forte                     | [ 24 ]        |
| 7. Mai 2019        | FC Sion                 | FC Sion                 | 7.            | Murat Yakin        | Entlassung                     | Christian Zermatten (interim) | [ 25 ]        |

## Stadien und Zuschauer
Die Gesamtzuschauerzahl lag mit 2 029 176 Stadionbesuchern leicht über der Vorsaison und damit zum vierten Mal über 2 Millionen. Der Zuschauerschnitt lag damit bei 11 273 Zuschauern. An erster Stelle lag erstmals seit der Eröffnung des St. Jakob-Parks 2001 nicht mehr der FC Basel, sondern der BSC Young Boys. Trotz dem gestiegenen Gesamtschnitt waren die Zuschauerzahlen bei allen Vereinen ausser beim Meister BSC Young Boys, dem FC St. Gallen und dem Aufsteiger Neuchâtel Xamax rückläufig. 44,3 % der Zuschauer entfielen auf die Heimspiele des BSC Young Boys und des FC Basel.
| Stadt                            | Einwohner | Verein                  | Stadion               | Kapazität | Zuschauer | Schnitt | ± zu 2017/18 |
| -------------------------------- | --------- | ----------------------- | --------------------- | --------- | --------- | ------- | ------------ |
| Basel                            | 171 5130  | FC Basel                | St. Jakob-Park        | 038 5120  | 436 6610  | 24 2590 | −06,18 %     |
| Bern                             | 142 4790  | BSC Young Boys          | Stade de Suisse       | 031 1200  | 463 5180  | 25 7510 | +17,19 %     |
| Lugano                           | 063 4940  | FC Lugano               | Stadio di Cornaredo   | 015 0000  | 064 0280  | 03 5570 | −05,08 %     |
| Luzern                           | 081 4010  | FC Luzern               | Swissporarena         | 017 0000  | 168 5470  | 09 3640 | −06,84 %     |
| Neuenburg NE                     | 033 5780  | Neuchâtel Xamax         | Stade de la Maladière | 12 5000   | 108 0360  | 06 0020 | +72,74 %     |
| Sitten                           | 034 5990  | FC Sion                 | Stade de Tourbillon   | 014 2830  | 163 9000  | 09 1060 | −08,23 %     |
| St. Gallen                       | 075 5220  | FC St. Gallen           | kybunpark             | 019 5680  | 228 4610  | 12 6920 | +00,62 %     |
| Thun                             | 043 7430  | FC Thun                 | Stockhorn Arena       | 010 0000  | 102 6400  | 05 7020 | −03,47 %     |
| Zürich                           | 409 2410  | FC Zürich               | Letzigrund            | 026 1040  | 191 8850  | 10 6600 | −00,62 %     |
| Zürich                           | 409 2410  | Grasshopper Club Zürich | Letzigrund            | 026 1040  | 101 5000  | 05 6390 | −19,64 %     |
| Quelle: Zuschauer 2018/19 sfl.ch |           |                         |                       |           |           |         |              |